# Escudo de Villanueva de Oscos

El escudo del concejo asturiano de Villanueva de Oscos, en uso sin sanción legal ni acuerdo de su corporación, toma su formato de la obra "Asturias" de Bellmunt y Canella, los cuales recogen cosas representativas del concejo.
Su escudo es medio partido y cortado.
- El primer cuartel partido, nos muestra sobre campo de Azur, la cruz de los Ángeles de la iglesia de Oviedo.

- El segundo cuartel partido, vemos un castillo flanqueado por dos espigas, del que sale un águila negra surmontada del cuerno de la abundancia y que simboliza al antiguo gran concejo de Castropol.

- El tercer cuartel cortado, nos muestra la representación del monasterio cisterciense que dirigió el camino del concejo durante siglos. En él podemos ver el brazo de un monje sosteniendo un báculo de oro y acompañado de dos flores de lis.

Diagonalmente y de arriba abajo, observamos una banda jaquelada de plata y gules, viendo en la porción inferior una cruz y una mitra.
Al timbre la corona real, abierta. 
Este escudo es una muestra de orgullo muy común dentro de las familias nobles y burguesas de la época.